# 検見法
検見法（けみほう、けんみほう）は、近世の日本における年貢徴収法のひとつ。田畑の収穫高に応じて貢租量を決める徴税法である。検見取法（けんみどりほう）ともいう。検見は、元は毛見と称し、作物の出来具合（=立毛）を見分することである。検見法には、色取検見・畑検見・木綿検見・請免居検見・遠見検見・投検見など様々な種類があった。

## 概要

### 坪刈
検見法は、代官が農村に赴き、田の一坪分を収穫高のサンプルとして刈り取り、脱穀してその田の規定収穫量を満たしているかを調べて、不足があった場合はそれを考慮してその年の年貢高を修正して課税した。これを坪刈（つぼがり）という。

### 手順
手順としては、まず村役人と農民が村の一筆ごとの出来具合を見分して内見帳と耕地絵図を作成。その後、代官の下僚である手代が、村民が作成した帳簿を元にして村内数か所の坪刈を実施し、村全体の生産量を推定する。この手代による事前の下検分を小検見（こけみ）という。小検見の後、代官による農村の巡回と坪刈を行い、小検見の結果と照らし合わせてその年の年貢高を決める。これを大検見という。

### 問題点
検見法の問題点の1つは、代官や配下の役人による賄賂や接待の強要、また現地農民との癒着により課税額が増減されること。もう1つは、代官の検見が終了するまで耕地の農作業は一切禁止され、稲の刈取りもできなくなることである。この農作業の中断を鎌止め（かまどめ）という。
時代が進むに連れ、農村では米だけを作る農業から、米の収穫後に別の作物を栽培する二毛作も行われるようになった。しかし、鎌止めになれば稲の刈取りもその後の作物の植え付けもできなくなるため、裏作を行う時期を逸してしまう可能性がでてくるのであった。

## 畝引検見
畝引検見（せびきけみ）は、根取検見ともいい、上・中・下田といった耕地の等級ごとに坪刈りを行って反当りの年貢額を算出し、根取米（ねとりまい、石盛による反当りの年貢額）を下回る場合は、不足額に応じて反別を減じる（畝引する）検見法。石盛・等級・耕地面積といった、検地によって割り出された基準を遵守した徴税法である。幕藩体制の下でこの徴税法が成立したのは寛永年間（1624年 - 1644年）とされる。

## 有毛検見
有毛検見（ありげけみ）は、検地によって算出された各耕作地の等級や石盛を無視し、一筆ごとの坪刈りで年貢額を算出する方法。享保の改革の際に採用された徴収法で、年貢額を実収穫量に応じて決めることで、畝引検見よりも増徴（年貢の増額）を期待できるものである。
検地で定められた田畑の面積、地味によって分けられた上・中・下・下々といった耕地の位付け、それらによって算出された高など、従来の課税基準を考慮せず、役人が田畑を一筆ずつ検見し実情に応じた課税をする方式で、検見に費やされる時間が大幅に増加すること、検地が行われた時期よりも農業技術が進歩して生産力が上がっているため収穫高の上昇分だけ課税額が増えること、隠田が摘発されること、など農民にとっては大幅な増税・負担増となる徴税法である。
享保の改革の後期は、勝手掛老中・松平乗邑が主導した年貢増徴策が、勘定奉行の神尾春央とその配下である8人の「新御代官」と呼ばれる代官たちによって実施された。有毛検見取法は「百姓と胡麻の油は、絞れば絞るほど出るもの」という発言で知られる神尾が案出したもので、関東諸地域では寛保3年（1743年）から導入された。定免法とともに行われたこの増収法により、延享元年（1744年）には、幕府の米収入は江戸時代最高の180万2000石に達した。